# شاطئ المياه الساخنة

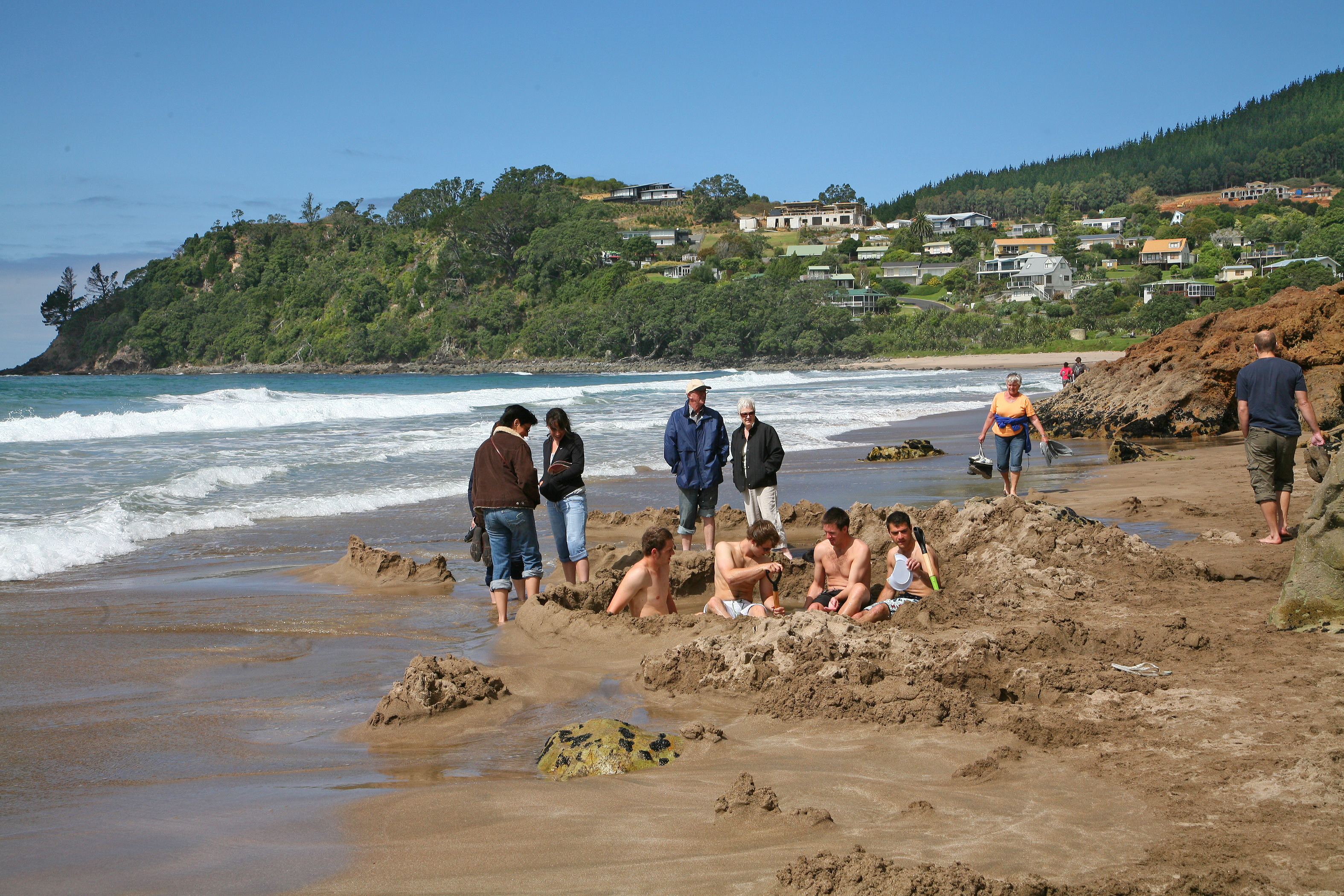
شاطئ المياه الساخنة على ساحل المحيط الهادئ بالقرب من ويتيانغا (منطقة كورومانديل) في نيوزيلندا

شاطئ المياه الساخنة هو شاطئ على الساحل الشرقي لشبه جزيرة كورومانديل، نيوزيلندا. تبعد نحو 12 كم جنوب شرق ويتيانغا، ونحو 175 كيلومتراً من أوكلاند بالسيارة. اسمها يأتي من الينابيع الساخنة التي توجد تحت الأرض. الشاطئ هو وجهة شعبية للسكان المحليين والسياح الذين يزورون نيوزيلندا. وقد قُدِّر عدد الزوار السنوي بـ 700،000 زائر، مما يجعلها واحدة من أكثر مناطق الجذب الحرارية الأرضية شعبية في منطقة وايكاتو.